# Schalbach
Schalbach ist eine französische Gemeinde mit 378 Einwohnern (Stand 1. Januar 2022) im Département Moselle in der Region Grand Est (bis 2015 Lothringen). Sie gehört zum Arrondissement Sarrebourg-Château-Salins.

## Geografie
Schalbach liegt etwa 14 Kilometer nordöstlich von Sarrebourg auf einer Höhe zwischen 262 und 332 m über dem Meeresspiegel.
Nachbargemeinden von Schalbach sind Weyer im Norden, Veckersviller im Osten, Bickenholtz und Fleisheim im Süden, Lixheim und Vieux-Lixheim im Südwesten sowie Rauwiller und Hirschland im Westen.

## Geschichte
Das Dorf kam 1766 zu Frankreich, von 1871 bis 1918 zum Deutschen Reich und seit 1919 wieder zu Frankreich.
Das Gemeindewappen zeigt die Farben der Grafen von Fénétrange, der Herren des Ortes; die Wellenform des silbernen Balkens steht für den namengebenden Schalbach. Der Bär ist das Attribut des Heiligen Gallus, des Schutzpatrons der Schalbacher Kirche.

### Bevölkerungsentwicklung
| Jahr      | 1962 | 1968 | 1975 | 1982 | 1990 | 1999 | 2007 | 2019 |
| Einwohner | 373  | 376  | 359  | 347  | 300  | 292  | 306  | 364  |

## Sehenswürdigkeiten

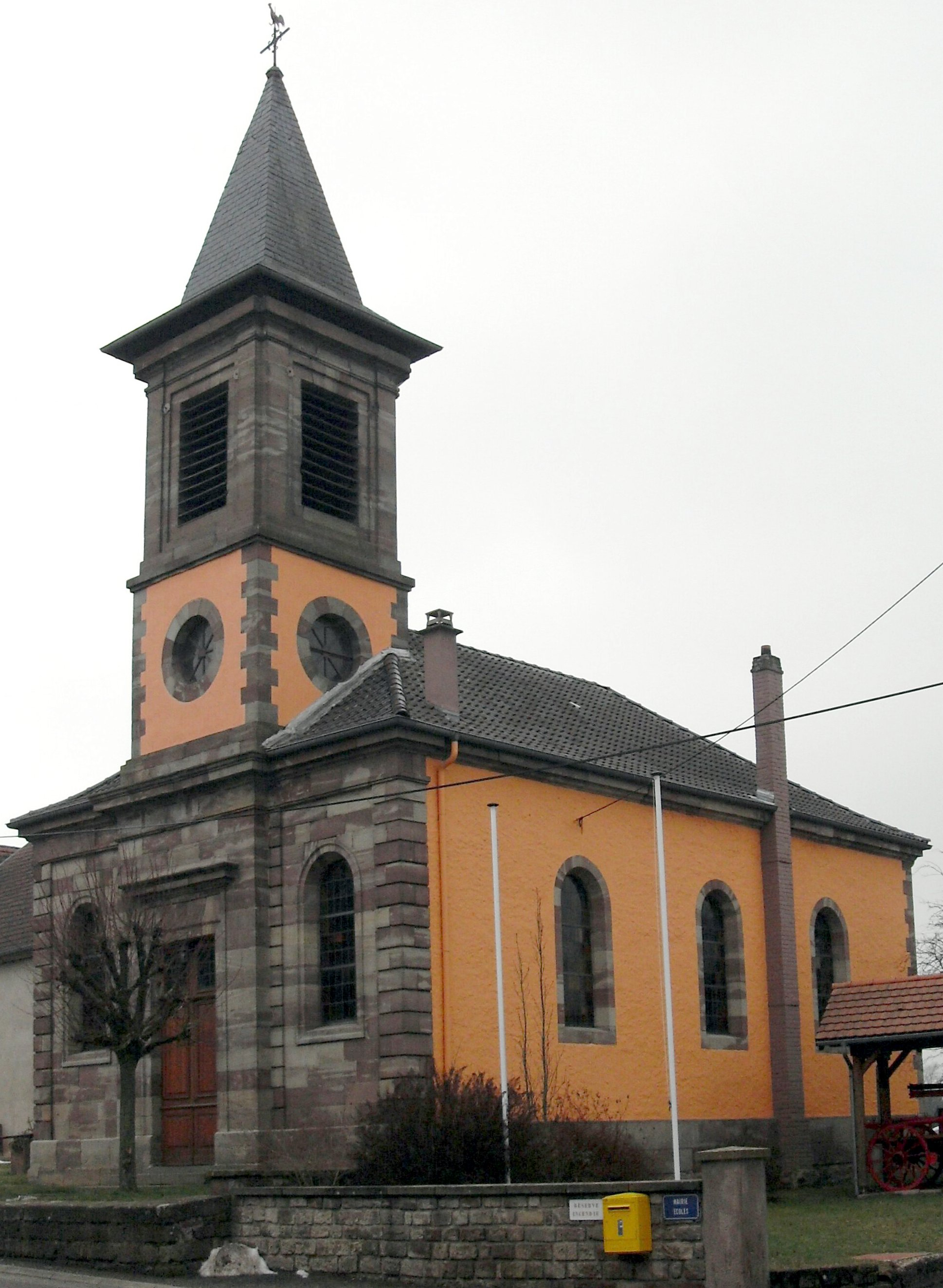
Evangelische Kirche
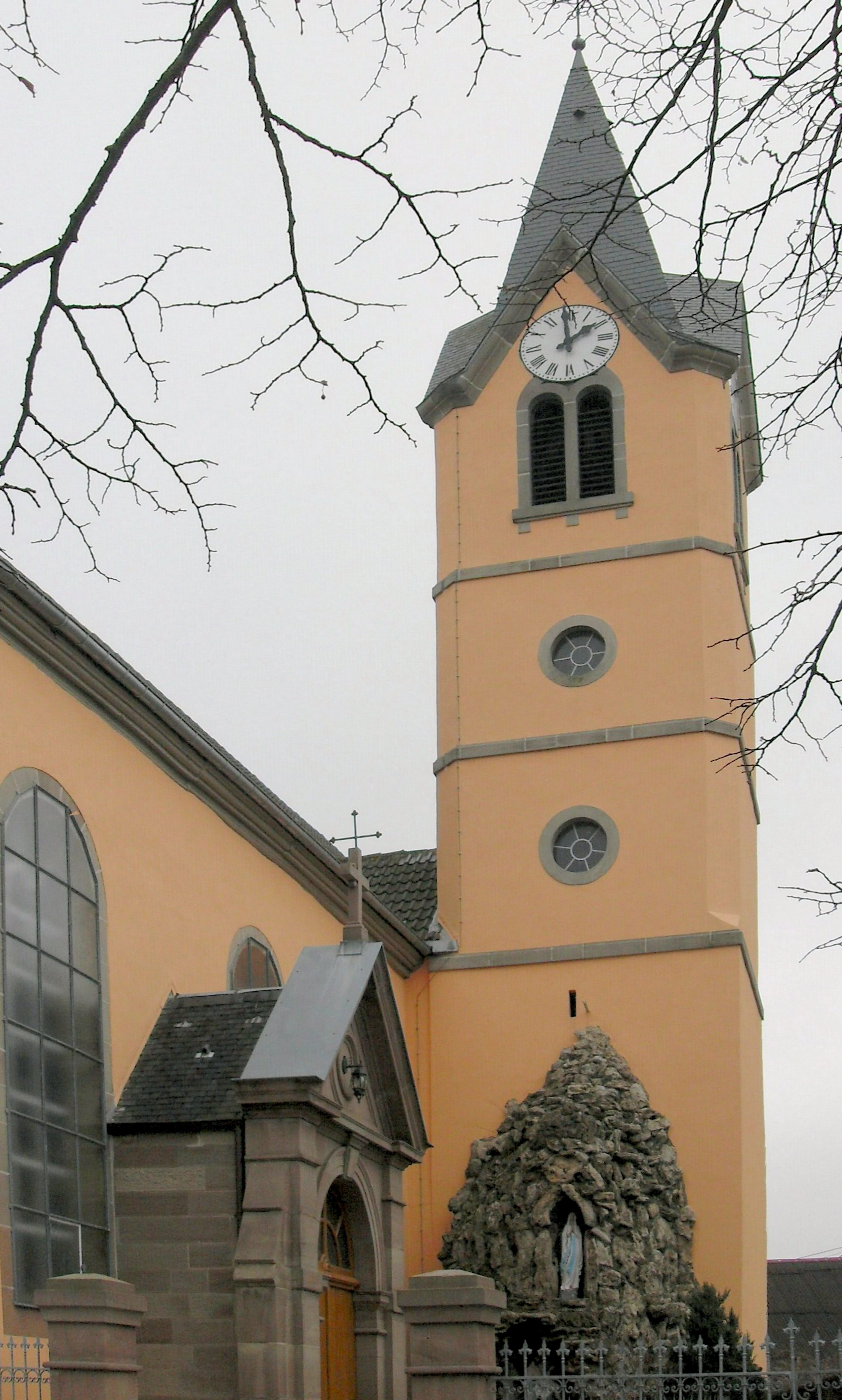
Katholische Kirche Saint-Gall
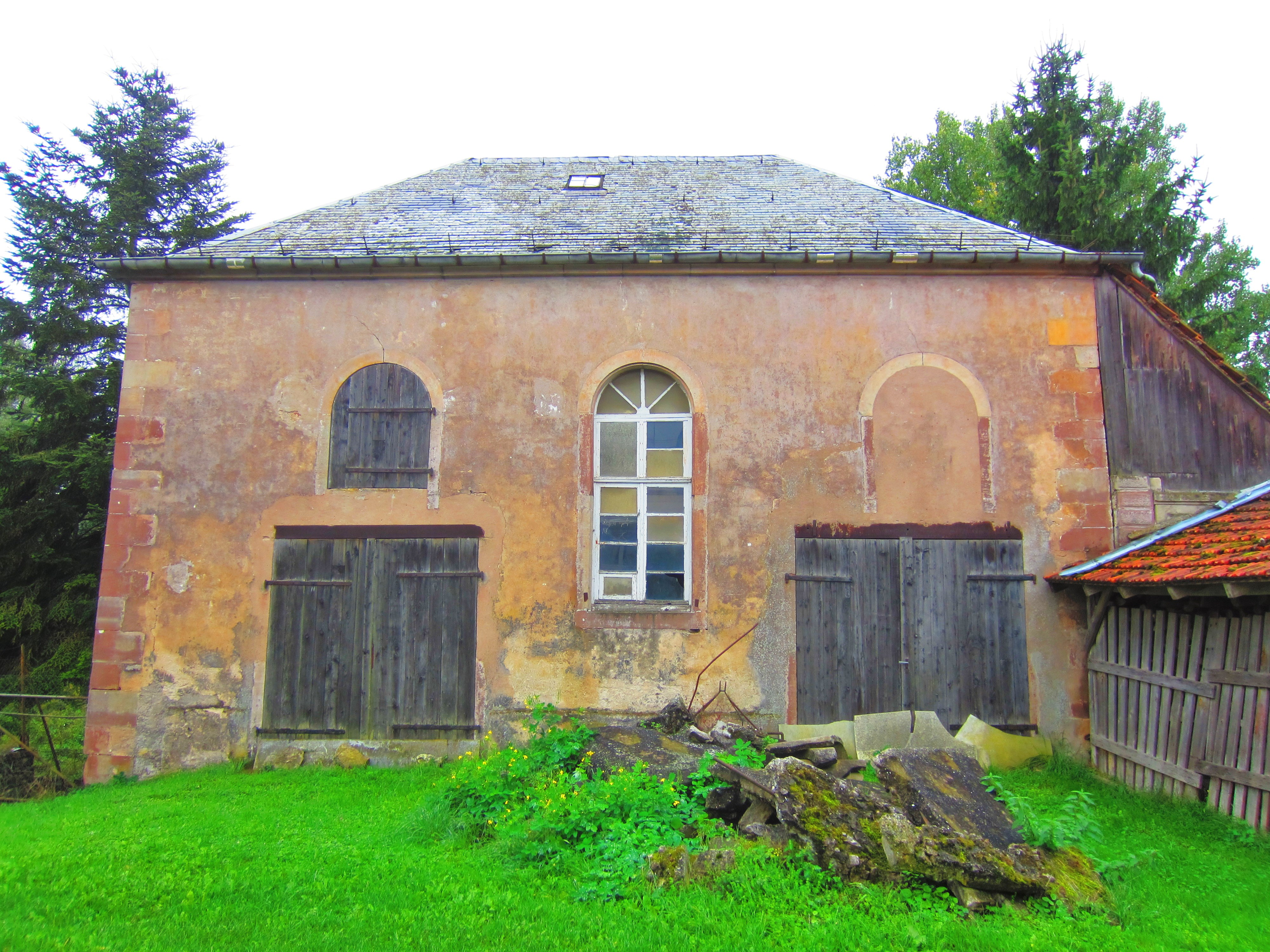
Ehemalige Synagoge

## Belege
1. ↑  Wappenbeschreibung auf genealogie-lorraine.fr (französisch)